# Théâtre D'opéra Spatial
Théâtre D'opéra Spatial은 미국인 제이슨 마이클 앨런이 생성형 인공지능 (GAI) 모델 Midjourney를 사용하여 생성하고 편집한 디지털 아트 작품이다. 이 작품은 2022년 콜로라도 주 박람회의 연례 미술 대회 디지털 아트 부문에서 우승했는데, 8월 29일에 GAI를 사용하여 만들어진 이미지 중 처음으로 그러한 상을 받은 작품 중 하나가 되었다.
앨런은 초기 이미지를 만들기 위해 Midjourney에 최소 624개의 텍스트 프롬프트와 수정을 입력으로 사용했다고 말했다. 그런 다음 어도비 포토샵으로 편집하고 Gigapixel AI라는 도구를 사용하여 업스케일링했다.
디지털 아트 부문에는 11명의 참가자가 제출한 18개의 이미지가 포함되었다. 앨런은 세 작품을 제출했고 Midjourney를 사용하여 만들었다고 공개했다. 이 부문의 두 심사위원은 나중에 Midjourney가 AI를 사용하여 이미지를 생성하는 것을 몰랐지만, 그럼에도 불구하고 앨런에게 최고상을 수여했을 것이라고 말했다. 한 명인 미술사학자 대그니 매킨리는 이 작품이 르네상스 미술을 연상시킨다고 말했고, 미술 평론가 세바스찬 스미는 상징주의 화가 귀스타브 모로의 작품을 연상시킨다고 말했다. 앨런은 박람회 전시를 위해 세 작품을 캔버스에 인쇄했으며, 그 중 두 작품은 나중에 미화 750달러에 팔렸다.
박람회에서는 논쟁이 거의 없었지만, 소셜 미디어의 일부 예술가들은 더 부정적이었다. 콜로라도 농무부 대변인 올가 로백은 이 작품을 코미디언과 비교했다. 앨런은 규칙을 위반하지 않았다고 답했다. 콜로라도 주 박람회는 2023년부터 참가자들에게 AI 사용 여부를 공개하도록 요구하기 시작했다.

## 저작권
2022년 9월 21일, 앨런은 미국 저작권청(USCO)에 이미지 등록 신청서를 제출했다. 첫 번째 공식 거절 이전에 USCO 심사관은 Midjourney에 의해 생성된 이미지의 모든 기능을 제외하도록 요청했다. 앨런은 거절했고 전체 이미지에 대한 저작권을 요청했다.

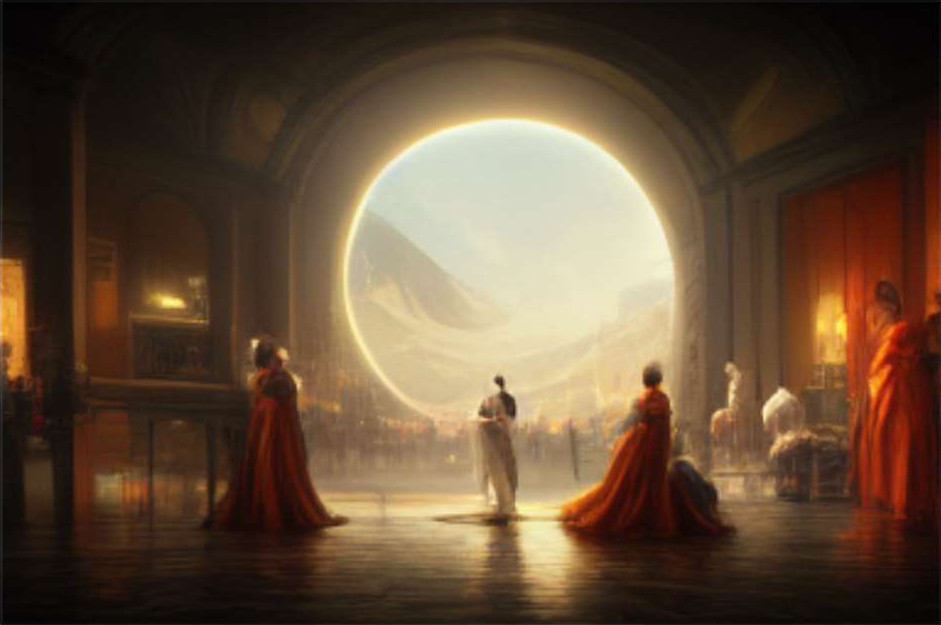
Midjourney만 사용하여 만든 초기 버전

2022년 12월, USCO는 앨런과 Midjourney의 "불가분하게 병합되고 분리할 수 없는 기여"가 이미지에 포함되어 있다고 언급하며 첫 번째 공식 거절을 발행했다. 2023년 1월, 앨런은 첫 번째 재고 요청을 제출했다. 2023년 6월, USCO는 거절을 계속하면서 포토샵을 사용하여 만든 편집 부분은 등록할 수 있지만 Midjourney와 Gigapixel AI를 사용하여 만든 이미지 부분은 제외해야 한다고 명시했다. 앨런은 2023년 7월 12일에 두 번째 재고 요청을 제출했으며, 판례법뿐만 아니라 공공 정책적 이유도 이미지 등록을 지지한다고 주장했다.
2023년 9월 5일, USCO 검토위원회는 최종 결정을 내리고 AI 생성 요소가 지배적이며 인간의 창작적 입력이 부수적이므로 Théâtre D'Opéra Spatial이 저작권 보호 대상이 아니라고 판단했다. 규칙은 "인간이 아닌 존재가 만든 작품을 제외한다"고 명시되어 있다. 이 결정은 USCO의 이전 AI 관련 지침을 따른 것이다. 앨런은 계속해서 저작권 등록을 시도할 것이라고 말했다.

## 내용주
1. ↑  해당 부문은 "신흥 예술가"를 위한 것으로 "디지털 아트/디지털 조작 사진"이라고 불렸으며, 여기서 "디지털 아트"는 "창작 또는 표현 과정의 일부로 디지털 기술을 사용하는 예술적 행위"로 정의되었다.[1][2]

## 같이 보기
- 인공지능과 저작권